# قاي توماس
قاي توماس (بالإنجليزية: Guy Thomas)‏ هو فارس ‏ نيوزلندي، ولد في 30 أغسطس 1977.

## وصلات خارجية
- قاي توماس على موقع أوليمبيديا (الإنجليزية)